# Fast Life
Fast Life è il quarto album in studio del rapper statunitense Paul Wall, pubblicato nel 2009.

## Tracce
1. I Need Mo (featuring Kobe) – 3:58
2. Got to Get It – 4:36
3. Bizzy Body (featuring Webbie & Mouse) – 4:17
4. Lemon Drop (featuring Baby Bash) – 2:53
5. Fly (featuring Yung Joc & Gorilla Zoe) – 3:55
6. I Grind (featuring Marty James dei One Block Radius) – 4:10
7. Daddy Wasn't Home (Mama Raised Me) – 4:54
8. Pop One of These (featuring Too Short, Skinhead Rob & The Federation) – 3:32
9. One Hundred (featuring Z-Ro & Yung Redd) – 3:17
10. Pressin' Them Buttons (featuring Lil' Keke & Trae) – 3:48
11. I'm Clean (featuring Z-Ro) – 4:59
12. Sumn' Like A Pimp (featuring Tech N9ne & Krizz Kaliko) – 5:28
13. Look At Me Now (featuring Yung Chill) – 4:48

## Classifiche
| Classifica (2009) | Posizione raggiunta |
| ----------------- | ------------------- |
| Stati Uniti       | 15                  |